# Gilles Bimazubute
Gilles Bimazubute (Ijenda, 1934 - Buyumbura, 21 de octubre de 1993) fue un político y diplomático burundés. Se desempeñó como Ministro de Relaciones Exteriores, Ministro del Interior y Ministro de Educación.

## Primeros años
Nació en 1934 en la región de Ijenda (Actualmente ubicada en la Provincia de Buyumbura Rural) en la entonces colonia belga de Ruanda-Urundi. Era miembro del clan Abasapfu de la etnia tutsi. Asistió a la Universidad Oficial del Congo y Ruanda-Urundi en Élisabethville desde 1958 hasta su expulsión en 1961.
En 1959, él y Prime Niyongabo fundaron la Union Culturelle de la Jeunesse Africaine du Burundi (UCJAB), una organización juvenil nacionalista. En 1961, la UCJAB pasó a llamarse Jeunesse Nationaliste Rwagasore (JNR). Al año siguiente fue arrestado por un corto tiempo. Estaba casado con la sobrina del primer ministro André Muhirwa.

## Carrera
En 1962 fue nombrado director de Radio Burundi, puesto al que renunció al poco tiempo para trabajar en Hatton & Cookson, una empresa británica con oficinas en Buyumbura. En 1963 fue nombrado jefe de gabinete del Ministerio de Relaciones Exteriores de Burundi, ejerciendo como Ministro de Relaciones Exteriores encargado entre septiembre y diciembre de ese año. A finales de 1964 obtuvo una beca para estudiar Derecho en la Universidad de París (Francia), donde estuvo de 1964 a 1966, pero no concluyó sus estudios. Mientras estuvo allí escribió para la revista izquierdista belga Remarques Africaines,donde criticó la monarquía burundesa y pidió el establecimiento de un sistema político republicano.  
En noviembre de 1966 el Coronel Michel Micombero encabezó un golpe de Estado en Burundi, derrocando la monarquía y estableciendo un régimen dictatorial. En diciembre, el nuevo Gobierno lo invitó a regresar al país y lo nombró director de la nueva estación de radio gubernamental La Voix de la Révolution (La Voz de la Revolución). También fue designado director general del Ministerio de Información, y el 17 de enero de 1967 fue nombrado Secretario General de la Presidencia. A pesar de no ser personalmente cercano a Micombero, él y Albert Shibura impulsaron las políticas del régimen hacia la izquierda y promovieron una visión anticlerical. Aunque intentó promover un acercamiento diplomático con China, Micombero vetó la propuesta.
Posteriormente ayudó a Niyongabo, ahora Ministro de Relaciones Exteriores, a organizar la visita de una delegación norcoreana a Burundi el 5 de marzo, a pesar de la oposición del presidente. Enojado por lo que consideró una subversión de izquierda, el 13 de marzo Micombero purgó su gabinete y fue degradado a director general del Ministerio de Información.
A última hora de la noche del 5 de mayo, en un bar de Buyumbura estalló una gran pelea entre miembros de las Jeunesses Révolutionnaires Rwagasore, en la que un bando mostró fidelidad a Micombero y el otro tenía inclinaciones ideológicas más izquierdistas. Como resultado, Micombero decidió arrestar a políticos de Izquierda;Bimazubute fue detenido el 9 de mayo. Fue puesto en libertad en noviembre y regresó al puesto de director general del Ministerio de Información. En mayo de 1968 se le asignó también el puesto de director general del Ministerio de Relaciones Exteriores; más adelante el mismo año fue nombrado Ministro del Interior, en agosto se le asignó también la cartera de Función Pública y se le nombró Secretario General de la Unión para el Progreso Nacional (UPRONA). Las amplias responsabilidades de Bimazubute provocaron ira interna, ya que sus detractores argumentaron que ocupaba demasiados puestos y no se desempeñaba lo suficientemente bien en ninguno de ellos. Micombero también siguió desconfiando de su política ideológica y, en agosto de 1969, lo destituyó de todos sus cargos.
En septiembre de 1969, pasó a formar parte del Consejo de Sabios de Buyumbura y el 20 de diciembre fue nombrado director general del Ministerio de Educación. En enero de 1971 se convirtió de nuevo en jefe de gabinete del Ministerio de Relaciones Exteriores. En mayo fue nombrado Embajador en Zaire; en Zaire cultivó buenas relaciones con el presidente Mobutu Sese Seko quedó impresionado con su política de Authenticité, que promovía la lengua y la cultura autóctona. El 14 de julio de 1972 fue llamado de regreso a Burundi para ser designado Ministro de Educación. Inspirado por Authenticité, adoptó varias reformas en el sistema educativo de Burundi, incluida la institución del kirundi como lengua de instrucción en las escuelas primarias.También reorganizó las escuelas después de la violencia genocida de 1972, en el que miles de hutus educados fueron masacrados, expulsando a muchos profesores y estudiantes del país.Sus buenas relaciones con Mobutu lo llevaron a ser nombrado Ministro de Relaciones Exteriores y Cooperación Internacional en 1974, supuestamente a instancias de Mobutu. Dejó el puesto a finales de 1975.
Posteriormente, fue miembro ejecutivo de la Sociedad Bíblica de Burundi.A principios de la década de 1990, Burundi experimentó una transición democrática y volvió a la política multipartidista; en febrero de 1991, se convirtió en miembro de la Liga Iteka, una asociación de derechos humanos, y también se afilió al Frente para la Democracia en Burundi (FRODEBU).Tras las elecciones legislativas de junio de 1993, se convirtió el vicepresidente de la Asamblea Nacional.

## Muerte
Durante el intento de golpe de Estado de Burundi de 1993 lanzado por oficiales del ejército tutsi a primera hora de la mañana del 21 de octubre, Bimazubute fue recogido por soldados en su residencia; antes de que se lo llevaran, insistió en traje completo y corbata. Aunque era tutsi, era un defensor del gobierno de la mayoría y, por lo tanto, los golpistas lo consideraban un traidor. Poco después, los golpistas lo mataron  y lo enterraron a él y a las demás víctimas de su intento de golpe en una fosa común en el centro de Camp Muha. Después de varias horas, los soldados se dieron cuenta de que la opinión internacional desaprobaría firmemente ese trato dado a los cuerpos, por lo que los exhumaron y permitieron que sus familiares los recogieran. Fue el único tutsi asesinado durante el intento de golpe. Él y las demás víctimas del golpe fueron enterrados de nuevo el 6 de diciembre en Buyumbura.  Las muertes del presidente Melchior Ndadaye, del presidente de la Asamblea Nacional Pontien Karibwami y de Bimazubute eliminaron la línea de sucesión presidencial delineada constitucionalmente. Christian Sendegaya sucedió a Bimazubute como vicepresidente de la Asamblea Nacional el 23 de diciembre. 